# Госпа од Језера
Госпа од Језера (енгл. Lady of the Lake) је титула која се користи за више различитих ликова у артуријанским легендама. Било да су виле или људске чаробнице које имају вилинске карактеристике, ове ликови играју важне улоге у разним причама, нарочито у томе што краљу Артуру пружају мач Екскалибур, решавају се чаробњака Мерлина, одгајају витеза Ланселота после смрти његовог оца и помажу да одведу умирућег Артура у Авалон након његове последње битке. Различите Госпе од Језера се истовремено појављују као одвојени ликови у неким верзијама легенде, барем од Поствулгатског циклуса и самим тим у значајном делу Смрти Артурове, где су описане као чланице хијерархијске групе, док неки текстови такође дају ову титулу или Моргани ле Феј или њеној сестри.